# Martín Morán
Martín Abdiel Morán Asfall (ur. 30 sierpnia 2001 w La Chorrera) – panamski piłkarz występujący na pozycji środkowego pomocnika, reprezentant Panamy, od 2024 roku zawodnik bułgarskiego Septemwri Sofia.